# Wernher, Beit & Co
Fondée à la fin du XIXe siècle, la Wernher, Beit & Co, appelée d'abord Jules Porgès & Co, puis « The Corner House », était la plus grande maison d'extraction minière en Afrique du Sud et dans le monde.

## Histoire
La « Wernher, Beit & Co » porte le nom de seulement une partie de ses associés-fondateurs, les deux industriels du diamant, originaires d'Allemagne, Julius Wernher et Alfred Beit. À ses débuts, elle a d'abord porté celui de leur mentor, le français Jules Porgès, et s'appelle « Jules Porgès & Co ».
En 1889, ce dernier annonce son départ à la retraite et la société est réorganisée et renommée « Wernher, Beit & Co », avec son siège à Londres et une filiale du nom de « H. Eckstein & Co » à Johannesburg, où s'est installé un autre allemand recruté par Jules Porgès : Hermann Eckstein. 
À la fin de l'année 1889, la société a des participations dans des mines déjà rentables comme Robinson, Langlaagte, Bantjes, Randfontein, Crown Reef et Jumpers et commence à acheter des concessions pour l'exploitation à grande profondeur, ce qui mène à la formation de la holding « Rand Mines ». Cette dernière est entièrement chargée de l'exploitation à grande profondeur, tandis qu'« H. Eckstein & Co », continue à gérer les mines de faible profondeur. 
La holding Rand Mines est enregistrée le 22 février 1893, avec un capital de 400 000 livres, constitué de 400 000 actions à la valeur nominale de 1 livre.
Elle reçoit l'aide participative des Rothschild et développe les sites miniers d'East Rand Proprietary Mine (ERPM) et Durban Deep, qui auront tous les deux une durée de vie de plus d'un siècle.

## Chronologie
- 1858 : le Praguois Jules Porgès s'installe comme diamantaire à Paris
- 1866 : premiers diamants découverts dans la région de Kimberley
- 1867 : Joseph Robinson participe aux découvertes de diamants à Kimberley
- 1873 : Cecil Rhodes et son ami Charles Rudd commencent à investir dans les matériels de prospection
- 1873 : Barney Barnato arrive à Kimberley, vend aussi des matériels de prospection
- 1875 : Jules Porgès envoie Alfred Beit à Kimberley
- 1876 : Jules Porgès fait son premier voyage à Kimberley
- 1880 : Jules Porgès fonde la Compagnie française de diamants du cap de Bonne-Espérance. Dès sa création, chiffre d'affaires de 50 millions de francs[3].
- 1880 : Cecil Rhodes fonde le premier conglomérat De Beers
- 1884 : premières découvertes d'or
- 1886 : Robinson, associé à Alfred Beit, achète les concessions de Randfontein
- 1887 : Robinson créé la « Robinson Gold Mining Company »
- 1887 : Cecil Rhodes achète la Compagnie française de diamants du cap de Bonne-Espérance
- 1888 : la « De Beers unifiée » est créée par Cecil Rhodes aux dépens de Barnato
- janvier 1888 : Robinson fonde la « Langlaagte Gold Mining Company »[4].
- 1889 : Robinson fonde la Randfontein avec Hermann Eckstein. Capital, 2 millions de sterling[5]
- fin 1889 : Jules Porgès part à la retraite
- octobre 1889 : création de la Chambre des mines d'Afrique du Sud
- janvier 1890 : la Wernher, Beit & Co est fondée, avec un million de sterling de capital, et 1,5 à 2 millions de participations
- 1990 : Robinson vend sa part de la « Robinson Gold Mining Company » à Wernher, Beit & Co pour 250 000 sterling
- fin 1889 : la « Corner House » présente sur les sites de Robinson, Langlaagte, Bantjes, Randfontein, Crown Reef et Jumpers
- décembre 1892 : Hamilton Smith, envoyé d'Edmond de Rothschild, estime à 325 millions de livres la rentabilité du gisement sud-africain.
- février 1893 : fondation de la holding Rand Mines
- 1893 : fondation de l'East Rand Proprietary Mine
- 1893 : De Beers coté à la Bourse de Johannesburg
- début 1894, Karl Schmeisser, envoyé du gouvernement de Prusse, estime que le gisement sud-africain peut rapporter 349 millions de livres sur 14 ans[6].
- 1894 : Cecil Rhodes monte au capital de la « Robinson Deep Mine »
- décembre 1894 : l'action « Robinson », dont « Robinson Deep Mine » est une filiale, double de valeur en trois mois
- 1896 : Simmer and Jack Proprietary intègre la holding Goldfields
- 1898 : le palmarès de la Bourse de Londres trusté par le « deep mining » : Rand Mines (23e, Gold Fields(37e), Robinson (49e) Simmer and Jack(59e) et East Rand(64e)
- mai 1905 : fondation à Londres de la « Central Mining & Investment »
- 1906 : record mondial de profondeur de la « Robinson Deep Mine » soit 800 mètres
- 1909 : fondation de la holding Crown Mines, qui regroupe sept mines[7]
- 1910 : dissolution de la Wernher, Beit & Co

## Capitalisations boursières
Les positions, au palmarès de la Bourse de Londres, des sociétés sud-africaines du « deep mining » et leur capitalisations, dans la plupart desquelles ont investi les actionnaires de la « Wernher, Beit and Co ».
| Société (ou holding) | Rand Mines | Gold Fields | Crown Mines    | Robinson    | Simmer and Jack | East Rand | Randfontein |
| Classement 1898      | (23e)      | (37e)       | (créée en 1909 | (49e)       | (59e)           | (64e)     | (88e)       |
| Capitalisation 1898  | 9,8        | 7,6         | (créée en 1909 | 4,4         | 4,3             | 3,8       | 2,5         |
| Classement 1913      | (20e)      | (56e)       | (21e)          | (fusionnée) | (fusionnée)     | (44e)     | (49e)       |
| Capitalisation 1913  | 13,5       | 7,3         | 12,8           | (fusionnée) | (fusionnée)     | 6,26      | 5,5         |